# Chip Martel
Charles U. "Chip" Martel (ur.  1953) – amerykański naukowiec i brydżysta, World Grand Master w kategorii (WBF).
Profesor Charles Martel jest naukowcem w dziedzinie informatyki. Jego specjalnością jest projektowanie i analiza efektywnych algorytmów.
Charles Martel pełnił szereg funkcji w WBF:
- 1994-2010 Członek Komitetu Zawodów i Turniejów WBF;
- 1999-2010 Wiceprzewodniczący Komisji Prawnej WBF;
- 2010-2012 Członek Komisji Prawnej WBF;
- 1990-2012 Członek Komisji Systemów WBF;
- 1993-2002 Członek Komisji Młodzieżowej WBF.

Charles Martel w latach 1991 i 1993 był niegrającym kapitanem drużyn amerykańskich na młodzieżowych mistrzostwach świata, a w latach 2005 i 2007 coachem  drużyn amerykańskich (seniorów i open) na mistrzostwach świata.

## Wyniki brydżowe

### Zawody światowe
W światowych zawodach zdobył następujące lokaty:
| Mistrzostwa Świata. Konkurencja teamów | Mistrzostwa Świata. Konkurencja teamów | Mistrzostwa Świata. Konkurencja teamów | Mistrzostwa Świata. Konkurencja teamów | Mistrzostwa Świata. Konkurencja teamów | Mistrzostwa Świata. Konkurencja teamów |
| Rok                                    | Miejsce                                | Zawody                                 | Kategoria                              | Drużyna                                | Pozycja                                |
| -------------------------------------- | -------------------------------------- | -------------------------------------- | -------------------------------------- | -------------------------------------- | -------------------------------------- |
| 2014                                   | Sanya                                  | 14. Seria Mistrzostw Świata            | Open                                   | Fleisher                               | 5                                      |
| 2013                                   | Nusa Dua                               | 41. Mistrzostwa Świata Teamów          | Open                                   | USA 2                                  | 9                                      |
| 2013                                   | Nusa Dua                               | 41. Mistrzostwa Świata Teamów          | Trans                                  | Fleisher                               | 5                                      |
| 2011                                   | Veldhoven                              | 40. Mistrzostwa Świata Teamów          | Open                                   | USA 1                                  | 4                                      |
| 2010                                   | Filadelfia                             | 13. Seria Mistrzostw Świata            | Miksty                                 | Meltzer                                | 32                                     |
| 2010                                   | Filadelfia                             | 13. Seria Mistrzostw Świata            | Open                                   | Fleisher                               | 5                                      |
| 2007                                   | Szanghaj                               | 38. Mistrzostwa Świata Teamów          | Trans                                  | Lavazza                                | 12                                     |
| 2006                                   | Werona                                 | 12. Mistrzostwa Świata                 | Open                                   | Welland                                | 4                                      |
| 2005                                   | Estoril                                | 37. Mistrzostwa Świata Teamów          | Trans                                  | Spector                                | 2                                      |
| 2002                                   | Montreal                               | 11. Mistrzostwa Świata                 | Open                                   | Meltzer                                | 9                                      |
| 2001                                   | Paryż                                  | 35. Mistrzostwa Świata Teamów          | Open                                   | USA 2                                  | 1                                      |
| 2000                                   | Southampton                            | 34. Mistrzostwa Świata Teamów          | Open                                   | USA 2                                  | 3                                      |
| 1998                                   | Lille                                  | 10. Mistrzostwa Świata                 | Open                                   | Wolfson                                | 81                                     |
| 1997                                   | Hammamet                               | 33. Mistrzostwa Świata Teamów          | Open                                   | USA 1                                  | 4                                      |
| 1994                                   | Albuquerque                            | 9. Mistrzostwa Świata                  | Open                                   | Deutsch                                | 1                                      |
| 1990                                   | Genewa                                 | 8. Mistrzostwa Świata                  | Open                                   | Martel                                 | 9                                      |
| 1989                                   | Perth                                  | 29. Mistrzostwa Świata Teamów          | Open                                   | USA                                    | 2                                      |
| 1987                                   | Ocho Rios                              | 28. Mistrzostwa Świata Teamów          | Open                                   | USA                                    | 1                                      |
| 1985                                   | São Paulo                              | 27. Mistrzostwa Świata Teamów          | Open                                   | USA                                    | 1                                      |
| 1982                                   | Biarritz                               | 6. Mistrzostwa Świata                  | Open                                   | Martel                                 | 2                                      |

| Mistrzostwa Świata. Konkurencja par | Mistrzostwa Świata. Konkurencja par | Mistrzostwa Świata. Konkurencja par | Mistrzostwa Świata. Konkurencja par | Mistrzostwa Świata. Konkurencja par | Mistrzostwa Świata. Konkurencja par |
| Rok                                 | Miejsce                             | Zawody                              | Kategoria                           | Partner                             | Pozycja                             |
| ----------------------------------- | ----------------------------------- | ----------------------------------- | ----------------------------------- | ----------------------------------- | ----------------------------------- |
| 2014                                | Sanya                               | 14. Seria Mistrzostw Świata         | Open                                | Martin Fleisher                     | 57                                  |
| 2010                                | Filadelfia                          | 13. Mistrzostwa Świata              | Miksty                              | Jan Martel                          | 174                                 |
| 2006                                | Werona                              | 12. Mistrzostwa Świata              | Miksty                              | Jan Martel                          | 78                                  |
| 2006                                | Werona                              | 12. Mistrzostwa Świata              | Open                                | Lew Stansby                         | 50                                  |
| 2002                                | Montreal                            | 11. Mistrzostwa Świata              | Open                                | Lew Stansby                         | 4                                   |
| 2002                                | Montreal                            | 11. Mistrzostwa Świata              | Miksty                              | Jan Martel                          | 95                                  |
| 1998                                | Lille                               | 10. Mistrzostwa Świata              | Open                                | Lew Stansby                         | 37                                  |
| 1998                                | Lille                               | 10. Mistrzostwa Świata              | Miksty                              | Jan Martel                          | 29                                  |
| 1994                                | Albuquerque                         | 9. Mistrzostwa Świata               | Open                                | Jan Martel                          | 67                                  |
| 1994                                | Albuquerque                         | 9. Mistrzostwa Świata               | Miksty                              | Jan Martel                          | 14                                  |
| 1990                                | Genewa                              | 8. Mistrzostwa Świata               | Miksty                              | Jan Martel                          | 45                                  |
| 1990                                | Genewa                              | 8. Mistrzostwa Świata               | Open                                | Lew Stansby                         | 9                                   |
| 1986                                | Miami Beach                         | 7. Mistrzostwa Świata               | Open                                | Lew Stansby                         | 29                                  |
| 1982                                | Biarritz                            | 6. Mistrzostwa Świata               | Open                                | Lew Stansby                         | 1                                   |

### Zawody europejskie
W europejskich zawodach zdobył następujące lokaty:
| Zawody europejskie. Konkurencja teamów | Zawody europejskie. Konkurencja teamów | Zawody europejskie. Konkurencja teamów | Zawody europejskie. Konkurencja teamów | Zawody europejskie. Konkurencja teamów | Zawody europejskie. Konkurencja teamów |
| Rok                                    | Miejsce                                | Zawody                                 | Kategoria                              | Drużyna                                | Pozycja                                |
| -------------------------------------- | -------------------------------------- | -------------------------------------- | -------------------------------------- | -------------------------------------- | -------------------------------------- |
| 2003                                   | Mentona                                | 1. Otwarte Mistrzostwa Europy          | Open                                   | Meltzer                                | 17                                     |

## Klasyfikacja
- Chip Martel – klasyfikacja WBF (ang.)